# Tošihiro Jamaguči
Tošihiro Jamaguči (japonsko 山口 敏弘), japonski nogometaš, * 19. november 1971.
Za japonsko reprezentanco je odigral štiri uradne tekme.